# Koloman Moser

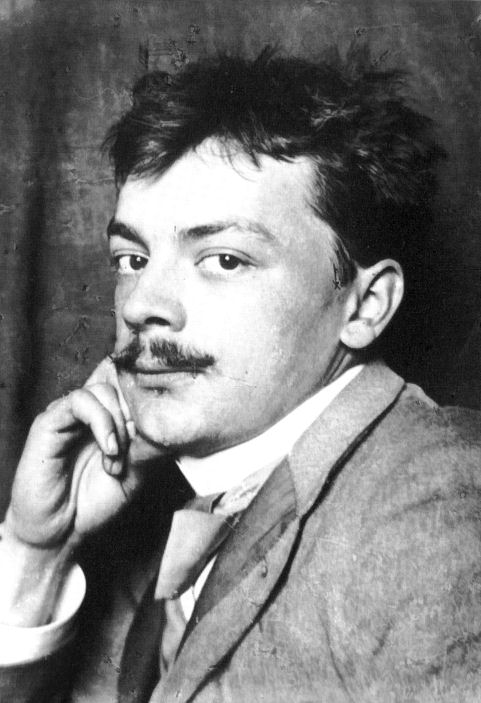
Koloman Moser.

Koloman Moser, född den 30 mars 1868 i Wien, död där den 19 oktober 1918, var en österrikisk konstindustrialist. 
Moser studerade vid Kunstgewerbeschule (konstindustriskolan) i Wien, där han sedan blev professor. Han var en av grundarna av Wiener Sezession. Georg Nordensvan skriver i Nordisk Familjebok: "Han har varit föregångsman på den tillämpade konstens områden, där hans sträfvan går ut på lugn, helhet och enkelhet med undvikande af öfverflödiga prydnader. Äfven på rumsinredning har han med framgång tillämpat sina grundsatser. Han är mångsidig, idérik och inflytelserik."